# Gannansaurus sinensis
Gannansaurus sinensis es la única especie conocida del género extinto Gannansaurus o de dinosaurio saurópodo somfospóndilo que vivió a finales del período Cretácico Superior, hace aproximadamente entre 72 a 66 millones de años, durante el Maastrichtiense, en lo que es hoy Asia. Sus restos fueron encontrados en la Formación Nanxiong de la cuenca Ganzhou, en la provincia de Jiangxi en el sur de China. Es conocido a partir de una sola vértebra dorsal casi completa y una vértebra caudal media. Gannansaurus fue nombrado originalmente por Junchang Lü, Laiping Yi, Hui Zhong y Xuefang Wei en 2013 y la especie tipo es Gannansaurus sinensis. Gannansaurus comparte algunas características con Euhelopus, indicando que se relaciona más cercanamente con este último que con otros titanosauriformes.